# Namensweihe
Die Namensweihe (auch Namensfeier) ist eine nicht religiös gebundene, weltliche Begrüßungsfeier eines neugeborenen Kindes. Mit dem Fest soll das Kind feierlich in die Familie und den Kreis der Freunde aufgenommen und ihm meist auch Paten zur Seite gestellt werden. Weitere Bezeichnungen sind Namensgebungsfeier, Kinderwillkommensfest, Geburtsfest, Geburtsfeier, zivile Taufe, nicht religiöse Taufe, konfessionslose Taufe und freie Taufe.

## Hintergründe und Vergleich mit christlicher Taufe
Laut einer Umfrage wünschen sich zahlreiche, auch konfessionslose Menschen eine christliche Taufe. Mit der Namensweihe kann ein der Taufe ähnliches Fest gefeiert werden, das keinen religiösen oder kirchlichen Bezug voraussetzt. Motivationsgründe für eine Namensfeier können sein, dass die Eltern dem Kind die Entscheidung über die Religions- und Kirchenzugehörigkeit nicht vorwegnehmen wollen, dass die Eltern unterschiedlichen oder keinen Konfessionen angehören oder dass die Paten die kirchlichen Voraussetzungen zur Übernahme des Patenamtes nicht erfüllen.
Die Gemeinsamkeiten der Namensweihe mit der Taufe sind der festliche Charakter des Festes, die Zusammenkunft von Familie und Freunden, der Ausdruck der Freude über die Geburt, die Begrüßung und Aufnahme des Kindes im Freundes- und Verwandtschaftskreis, die Benennung von Paten, Musik und Rezitationen sowie die Formulierung von Versprechen, Wünschen und Hoffnungen für das neugeborene Kind.

## Verschiedene rechtliche und gesellschaftliche Auswirkungen einer Namensfeier
Die Namensweihe hat in Deutschland keine rechtlichen Auswirkungen. Wie bei der (christlichen) Taufe hat auch die Benennung der Paten bei einer Namensfeier keine zivilrechtliche Wirkung, so dass beispielsweise die Patenschaft nicht zur Übernahme der Vormundschaft beim Tod der Eltern führt. Möchten die Eltern einen Vormund benennen, so bedarf es einer rechtlich anerkannten  letztwilligen Verfügung (§ 1776 und
§ 1777 Abs. 3 BGB).
Da das Kind nicht getauft wird, bleibt es konfessionslos und wird nicht Mitglied einer Kirche. Auch ein ungetauftes Kind kann am evangelischen oder katholischen Religionsunterricht teilnehmen, wenn die Zustimmung der jeweiligen Religionsgemeinschaft besteht. Meist stimmt der kirchliche Bevollmächtigte (Religionslehrer) dem Wunsch auf Besuch des Religionsunterrichts zu. Zudem dürfen nicht getaufte Kinder in der Regel konfessionell gebundene Kindergärten oder Kindertagesstätten besuchen.

## Sozialistische Namensweihe in der DDR
In der DDR gab es mit der sozialistischen Namensgebung oder sozialistischen Namensweihe Versuche, die Taufe durch eine nichtreligiöse Feier zu ersetzen und mit einem Bekenntnis zum Sozialismus zu verbinden. Die Veranstaltungen sollten ursprünglich in den Betrieben abgehalten werden, konnten dabei jedoch nicht zuletzt wegen des zu hohen Mehraufwands und der nur halbherzigen Umsetzung anders als etwa die Jugendweihe auf Dauer keine hohe Popularität erreichen und wurden zum Ende der DDR kaum mehr praktiziert.

## Gegenwärtige Praxis
Heute gibt es keine festen Rituale zur Namensweihe. Die Motivation, die Inhalte und der Ablauf sind sehr individuell. Die Bezeichnungen (siehe oben) variieren je nach Durchführer und Region. Die Durchführung wird angeboten von Standesbeamten in verschiedenen Kommunen, z. B. in Königsbrück, von Weltanschauungsgemeinschaften wie Humanistischer Verband Deutschlands, Jugendweihe Deutschland e.V., Freidenker-Vereinigung der Schweiz und freireligiösen Gemeinden oder von freiberuflich tätigen Feierrednern.
Die Anzahl der durchgeführten Namensweihen ist unbekannt. Statistische Daten werden von einzelnen Anbietern bereitgestellt. So führte der Verein Jugendweihe Deutschland seit 1990 Namensweihen für 6.000 Kinder und 84.000 Gäste durch.